# Ślepak bezzębny
Ślepak bezzębny (Trogloglanis pattersoni) – endemiczny gatunek słodkowodnej ryby z rodziny sumikowatych (Ictaluridae). Jedyny przedstawiciel rodzaju Trogloglanis. 

## Zasięg występowania
Zasiedla 5 studni artezyjskich w pobliżu San Antonio w Teksasie w USA na głębokości przekraczającej 300 m.

## Charakterystyka
Osiąga 10–11 cm długości.